# Frederick Delius
Frederick Theodore Albert Delius CH (nascut Fritz Theodor Albert Delius; /ˈdiːliəs/ 29 de gener de 1862 - 10 de juny de 1934) va ser un compositor anglès. Nascut a Bradford, al nord d'Anglaterra, en una família mercantil pròspera, va resistir els intents de reclutar-lo per al comerç. Va ser enviat a Florida als Estats Units el 1884 per gestionar una plantació de tarongers. Aviat va descuidar els seus deures directius i el 1886 va tornar a Europa.
Després d'haver estat influenciat per la música afroamericana durant la seva curta estada a Florida, va començar a compondre. Després d'un breu període d'estudis musicals formals a Alemanya, començats el 1886, es va embarcar en una carrera a temps complet com a compositor a París i després a la propera Grez-sur-Loing, on ell i la seva dona Jelka van viure la resta de les seves vides, excepte durant la Primera Guerra Mundial.
Els primers èxits de Delius van arribar a Alemanya, on Hans Haym i altres directors van promocionar la seva música des de finals de la dècada de 1890. A la Gran Bretanya natal de Delius, la seva música no va fer aparicions regulars en programes de concerts fins al 1907, després que Thomas Beecham la va assumir. Beecham va dirigir l'estrena completa d'⁣A Mass of Life a Londres el 1909 (havia estrenat la Part II a Alemanya el 1908); va posar en escena l'òpera A Village Romeo and Juliet al Covent Garden el 1910; i va organitzar un festival Delius de sis dies a Londres el 1929, a més de fer enregistraments de gramòfon de moltes de les obres del compositor. Després de 1918, Delius va començar a patir els efectes de la sífilis, contreta durant els seus primers anys a París. Es va quedar paralitzat i cec, però va completar algunes composicions tardanes entre 1928 i 1932 amb l'ajuda d'un amanuense, Eric Fenby.
El lirisme de les primeres composicions de Delius reflectia la música que havia escoltat a Amèrica i les influències de compositors europeus com Grieg i Wagner. A mesura que maduraven les seves habilitats, va desenvolupar un estil únic, caracteritzat per la seva orquestració individual i els seus usos de l'harmonia cromàtica. La música de Delius només ha estat popular de manera intermitent i sovint subjecta a atacs crítics. La Societat Delius, formada l'any 1962 pels seus seguidors més entregats, continua promovent el coneixement de la vida i les obres del compositor, i patrocina el concurs anual del Premi Delius per a músics joves.

## Biografia

### Primers anys

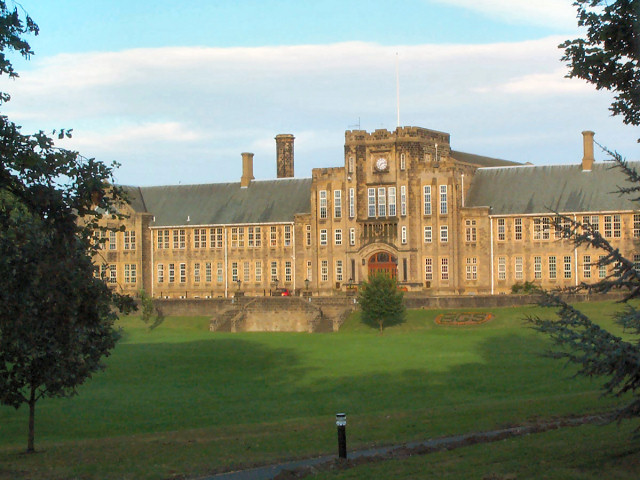
L'escola de Delius (va assistir a l'edifici anterior) Bradford Grammar School

Delius va néixer a Bradford, a Yorkshire. Va ser batejat com a Fritz Theodor Albert Delius, i va utilitzar el nom de Fritz fins als 40 anys. Va ser el segon de quatre fills (també hi havia deu filles) nascut de Julius Delius (1822–1901) i de la seva dona Elise Pauline, de soltera Krönig (1838–1929). Els pares de Delius van néixer a Bielefeld, Westfàlia, i la família de Julius ja havia viscut durant diverses generacions a terres alemanyes prop del Rin però originàriament era holandesa. El pare de Julius, Ernst Friedrich Delius, havia servit sota el comandament de Blücher a les guerres napoleòniques. Julius es va traslladar a Anglaterra per continuar la seva carrera com a comerciant de llana i es va convertir en súbdit britànic naturalitzat el 1850. Es va casar amb Elise el 1856.
La casa Delius era musical; músics famosos com Joseph Joachim i Carlo Alfredo Piatti van ser convidats i van tocar per a la família. Malgrat la seva filiació alemanya, el jove Fritz es va sentir atret per la música de Chopin i Grieg més que per la música austroalemanya de Mozart i Beethoven, una preferència que va perdurar tota la seva vida. El jove Delius va rebre primer ensenyament de violí per Rudolph Bauerkeller de l' Orquestra Hallé, i va tenir estudis més avançats amb George Haddock de Leeds.
Tot i que Delius va aconseguir prou habilitat com a violinista per establir-se com a professor de violí anys més tard, la seva principal alegria musical era improvisar al piano, i va ser una peça per a piano, un vals de Chopin, la que li va donar la seva primera trobada èxtasiant amb la música. De 1874 a 1878 es va educar a la Bradford Grammar School, on el cantant John Coates era el seu contemporani una mica més gran. Aleshores Delius va assistir al ⁣International College d'⁣Isleworth (a l'oest de Londres) entre 1878 i 1880. Com a alumne no va ser ni especialment ràpid ni diligent, però el col·legi estava convenientment a prop de la ciutat perquè Delius pogués assistir a concerts i a òpera.
Julius Delius va suposar que el seu fill tindria un paper en el negoci familiar de la llana, i durant els tres anys següents va intentar persuadir-lo perquè ho fes. El primer treball de Delius va ser com a representant de l'empresa a Stroud, a Gloucestershire, on ho va fer força bé. Després d'haver estat enviat en una funció similar a Chemnitz, va abandonar les seves funcions a favor dels viatges als principals centres musicals d'Alemanya, i els estudis musicals amb Hans Sitt. El seu pare el va enviar a Suècia, on va tornar a posar els seus interessos artístics per sobre del comerç, passant sota la influència dels dramaturgs noruecs Henrik Ibsen i Gunnar Heiberg. Les denúncies d'Ibsen de les convencions socials van alienar encara més Delius del seu bagatge comercial. Aleshores, Delius va ser enviat a representar l'empresa a França, però sovint s'absentava dels negocis per fer excursions a la Costa Blava. Després d'això, Julius Delius va reconèixer que no hi havia cap possibilitat que el seu fill tingués èxit en el negoci familiar, però es va mantenir oposat a la música com a professió i, en canvi, el va enviar a Amèrica per gestionar una plantació de tarongers.

### Florida
Es desconeix si el trasllat a Amèrica va ser idea de Julius o del seu fill. Una de les principals empreses immobiliàries de Florida tenia sucursals en diverses ciutats angleses, inclosa Bradford; en un article sobre l'època de Delius a Florida, William Randel conjectura que o bé Julius Delius va visitar l'oficina de Bradford i va concebre la idea d'enviar el seu fill rebel a cultivar taronges a Florida, o bé el mateix Fritz ho va veure com una forma d'escapar del detestat negoci familiar de la llana i va suggerir la idea al seu pare. Delius va estar a Florida des de la primavera de 1884 fins a la tardor de 1885, vivint en una plantació a Solano Grove al riu Saint Johns, a uns 55 quilòmetres al sud de Jacksonville. Va continuar fascinat per la música i a Jacksonville va conèixer Thomas Ward, que es va convertir en el seu professor de contrapunt i composició. Més tard, Delius va dir que l'ensenyament de Ward va ser l'única instrucció musical útil que mai va rebre.
Més tard, a Delius li agradava representar la seva casa a Solano Grove com "una cabana", però era una cabana substancial de quatre habitacions, amb molt d'espai perquè Delius pogués convidar-hi hostes. Ward de vegades s'hi quedava, així com un vell amic de Bradford, Charles Douglas, i el germà de Delius, Ernest. Protegida de la calor excessiva de l'estiu per les brises del riu i una coberta de roures, la casa era un lloc agradable per viure-hi. Delius no prestava gaire atenció al negoci de cultivar taronges i continuava perseguint els seus interessos musicals. Jacksonville tenia una vida musical rica, tot i que per a un europeu, podria semblar poc ortodoxa. Randel assenyala que als hotels locals, els cambrers afroamericans també actuaven com a cantants, amb concerts vocals diaris per als clients i transeünts, proporcionant a Delius la seva introducció als espirituals. A més, els armadors van animar els seus mariners a cantar mentre treballaven. "Delius mai va oblidar el cant que escoltava, de dia o de nit, arribant dolç i clar a través de l'aigua fins a la seva verandah a Solano Grove, sempre que passava un vaixell de vapor; és difícil imaginar condicions menys propícies per al cultiu de taronges—o més propícies per a la composició".
Mentre era a Florida, Delius va publicar la seva primera composició, una polca per a piano anomenada "Zum Carnival". A finals de 1885, va deixar un encarregat a càrrec de Solano Grove i es va traslladar a Danville, Virgínia. A partir de llavors, va seguir una carrera totalment musical. Un anunci al diari local va anunciar: "Fritz Delius començarà immediatament a donar instrucció en piano, violí, teoria i composició. Donarà lliçons a les residències dels seus alumnes. Condicions raonables." Delius també oferia lliçons de francès i alemany. Danville tenia una vida musical activa, i obres primerenques d'ell es van interpretar públicament allà.

### Fill il·legítim
Durant la seva estada a Florida, es diu que Delius va tenir un fill amb una dona afroamericana local anomenada Chloe. Quan Delius va tornar a Florida uns anys més tard per vendre la plantació, es va suggerir que Chloe, temorosa que ell hagués vingut a endur-se el seu fill, va fugir amb l'infant i va desaparèixer. Als anys 90, la violinista Tasmin Little va emprendre una recerca de descendents del suposat fill il·legítim de Delius. Little creu que el fet de no poder localitzar el seu fill va tenir una influència significativa en el to de les seves obres a partir de llavors.

### Leipzig i París

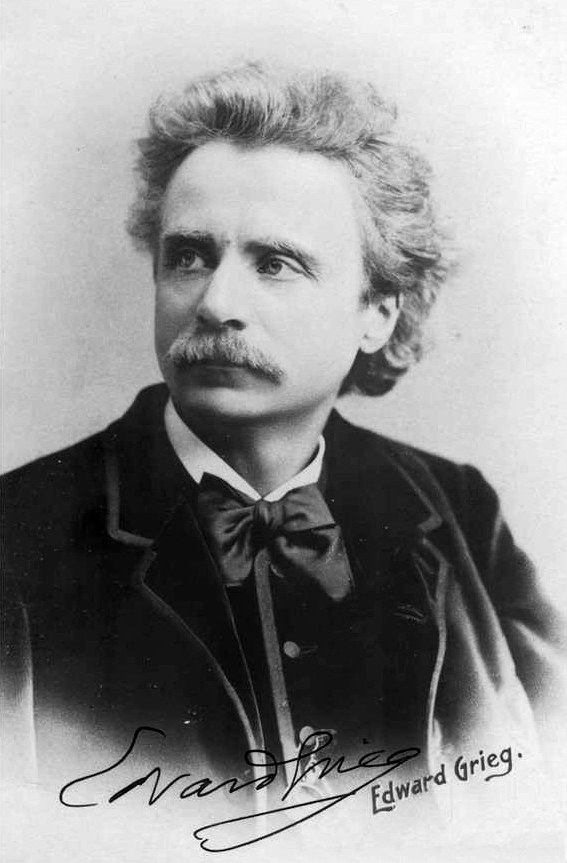
Edvard Grieg, que va tenir una forta influència en la música primerenca de Delius

El 1886, Julius Delius finalment va acceptar que el seu fill seguís una carrera musical i va pagar perquè estudiés música de manera formal. Delius va deixar Danville i va tornar a Europa passant per Nova York, on es va aturar breument per donar algunes classes. De tornada a Europa es va matricular al conservatori de Leipzig, Alemanya. Leipzig era un important centre musical, on Arthur Nikisch i Gustav Mahler eren directors a l'⁣Òpera, i Brahms i Txaikovski van dirigir les seves obres a la Gewandhaus. Al conservatori, Delius va progressar poc en els seus estudis de piano amb Carl Reinecke, però Salomon Jadassohn va elogiar el seu treball dur i la seva comprensió del contrapunt; Delius també va reprendre els estudis amb Hans Sitt. El primer biògraf de Delius, el compositor Patrick Hadley, va observar que no es pot trobar cap rastre de la seva formació acadèmica en la música madura de Delius "excepte en certs dels passatges més febles". Molt més important per al desenvolupament de Delius va ser conèixer el compositor Edvard Grieg a Leipzig. Grieg, com abans havia fet Ward, va reconèixer el potencial de Delius. A la primavera de 1888, Sitt va dirigir la Florida Suite de Delius per a un públic de tres persones: Grieg, Christian Sinding i el compositor. Grieg i Sinding van mostrar entusiasme i es van convertir en grans partidaris de Delius. En un sopar a Londres l'abril de 1888, Grieg finalment va convèncer Julius Delius que el futur del seu fill estava en la música.
Després de deixar Leipzig el 1888, Delius es va traslladar a París on el seu oncle, Theodore, el va acollir i se'n va fer càrrec socialment i econòmicament. Durant els següents vuit anys, Delius va fer amistat amb molts escriptors i artistes, com ara August Strindberg, Edvard Munch i Paul Gauguin. Va interactuar molt poc amb músics francesos, tot i que Florent Schmitt va arranjar les partitures per a piano de les dues primeres òperes de Delius, Irmelin i The Magic Fountain (Ravel més tard va fer el mateix per a la seva òpera verista Margot la Rouge). Com a resultat, la seva música mai no es va conèixer àmpliament a França. La biògrafa de Delius, Diana McVeagh, diu d'aquests anys que Delius "es va mostrar atractiu, de cor càlid, espontani i amorós". En general, es creu que durant aquest període va contreure la sífilis, la qual cosa va provocar el deteriorament de la seva salut en anys posteriors.
Els anys de París de Delius van ser musicalment productius. El seu poema simfònic Paa Vidderne es va interpretar a Christiania el 1891 i a Montecarlo el 1894; Gunnar Heiberg va encarregar a Delius que proporcionés música incidental per a la seva obra Folkeraadet el 1897; i la segona òpera de Delius, La font màgica, va ser acceptada per a la posada en escena a Praga, però el projecte va fracassar per motius desconeguts. Altres obres de l'època van ser l'obertura de fantasia Over the Hills and Far Away (1895–1897) i variacions orquestrals, Appalachia: Variacions sobre una cançó antiga d'esclaus (1896, reescrita el 1904 per a veus i orquestra).

### Primers èxits

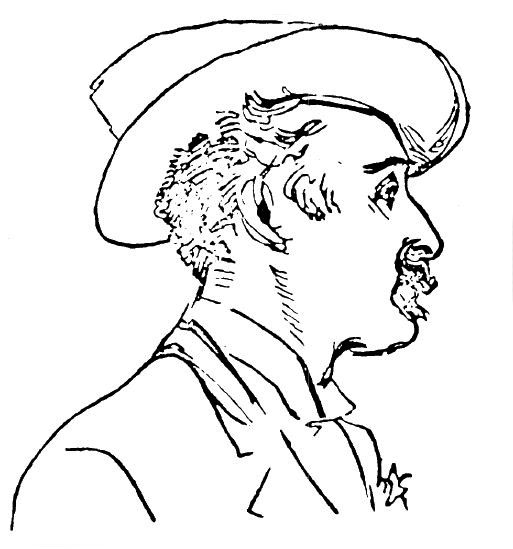
Delius el 1897 per Christian Krohg

El 1897, Delius va conèixer l'artista alemanya Jelka Rosen, que més tard esdevingué la seva dona. Va ser pintora professional, amiga d'⁣Auguste Rodin i expositora habitual al Salon des Indépendants. Jelka va declarar ràpidament la seva admiració per la música del jove compositor, i la parella es va unir encara més per una passió compartida per les obres del filòsof alemany Friedrich Nietzsche i la música de Grieg. Jelka va comprar una casa a Grez-sur-Loing, un poble 64 km als afores de París, a la vora de Fontainebleau. Delius la va visitar allà, i després d'una breu visita de tornada a Florida, es va traslladar amb ella.
El 1903 es van casar i, a part d'un breu període en què la zona va ser amenaçada per l'avanç de l'exèrcit alemany durant la Primera Guerra Mundial, Delius va viure a Grez la resta de la seva vida. El matrimoni no era convencional: Jelka era, en un primer moment, la principal subvencionadora; no hi havia nens; i Delius no era un marit fidel. Jelka estava sovint angoixada pels seus assumptes, però la seva devoció no va vacil·lar.
El mateix any, Delius va començar una fructífera associació amb partidaris alemanys de la seva música, els directors Hans Haym, Fritz Cassirer i Alfred Hertz a Elberfeld, i Julius Buths a Düsseldorf. Haym va dirigir Over the Hills and Far Away, que es va anunciar amb el seu títol alemany Über die Berge in die Ferne el 13 de novembre de 1897, i es creu que va ser la primera vegada que la música de Delius s'escoltava a Alemanya. El 1899 Hertz va oferir un concert de Delius al St. James's Hall de Londres, que incloïa Over the Hills i Far Away, una peça coral, Mitternachtslied, i fragments de l'òpera Koanga. Aquesta ocasió va ser una oportunitat inusual per a un compositor desconegut en un moment en què qualsevol mena de concert orquestral era un esdeveniment rar a Londres. Malgrat les crítiques encoratjadores, la música orquestral de Delius no es va tornar a escoltar en una sala de concerts anglesa fins al 1907.
L'obra orquestral Paris: The Song of a Great City va ser composta l'any 1899 i dedicada a Haym. Va fer l'estrena a Elberfeld el 14 de desembre de 1901. Va provocar alguns comentaris crítics del diari local, que es va queixar que el compositor posava els seus oients en un autobús i els portava d'un local nocturn parisenc a un altre, "però no ens deixa escoltar les melòdiques cançons gitanes als cafès del bulevard, sempre només címbals i pandereta, i normalment de dos cabarets alhora, per acabar-ho d'adobar". L'obra la va dirigir Busoni a Berlín menys d'un any després.
La majoria de les estrenes de Delius d'aquest període van ser realitzades per Haym i els seus companys directors alemanys. El 1904 Cassirer va estrenar Koanga, i el mateix any es va fer el Concert per a piano a Elberfeld, i Lebenstanz a Düsseldorf. Appalachia (variacions orquestrals corals d'una antiga cançó d'esclaus, també inspirada en Florida) fou la següent el 1905. Sea Drift (una cantata amb lletra extreta d'un poema de Walt Whitman) es va estrenar a Essen el 1906, i l'òpera A Village Romeo and Juliet a Berlín el 1907. La reputació de Delius a Alemanya es va mantenir alta fins a la Primera Guerra Mundial; el 1910 la seva rapsòdia Brigg Fair va ser interpretada per 36 orquestres alemanyes diferents.

### Reputació creixent

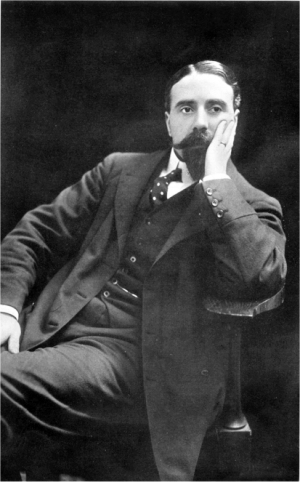
Thomas Beecham el 1910

El 1907, gràcies a les representacions de les seves obres a moltes ciutats alemanyes, Delius estava, com va dir Thomas Beecham, "flotant amb seguretat en una onada de prosperitat que augmentava a mesura que passava l'any". Henry Wood va estrenar la versió revisada del Concert per a piano de Delius aquell any. També el 1907, Cassirer va dirigir alguns concerts a Londres, en un dels quals, amb la New Symphony Orchestra de Beecham, va presentar Appalachia. Beecham, que fins aleshores no havia escoltat ni una nota de la música de Delius, va expressar la seva "sorpresa" i es va convertir en un devot de tota la vida de les obres del compositor. El gener de 1908, va dirigir l'estrena britànica de Paris: The Song of a Great City. Més tard aquell any, Beecham va presentar Brigg Fair al públic de Londres, i Enrique Fernández Arbós va presentar Lebenstanz.
El 1909, Beecham va dirigir la primera interpretació completa d'⁣A Mass of Life, la més gran i ambiciosa de les obres de concert de Delius, escrita per a quatre solistes, un cor doble i una gran orquestra. Tot i que l'obra es basava en la mateixa obra de Nietzsche que l'⁣Also sprach Zarathustra de Richard Strauss, Delius es va distanciar de l'obra de Strauss, que considerava un complet fracàs. Tampoc Strauss era un admirador de Delius, com no ho era d'⁣Elgar⁣; va dir a Delius que no volia dirigir Paris —«el desenvolupament simfònic em sembla massa escàs i, a més, sembla una imitació de Charpentier⁣».
Als primers anys del segle xx, Delius va compondre algunes de les seves obres més populars, com ara Brigg Fair (1907), In a Summer Garden (1908, revisat el 1911), Summer Night on the River (1911) i On Hearing the First Cuckoo in Spring (1912), del qual comenta McVeagh: "Aquests idíl·lics exquisits, malgrat el seu compositor de descendència alemanya i residència francesa, signifiquen 'Anglaterra' per a la majoria dels oients". El 1910, Beecham va fer una temporada d'òpera a la Royal Opera House de Londres. Tenint accés a la considerable fortuna de la família Beecham, va ignorar les consideracions comercials i va programar diverses obres d'atractiu limitat a taquilla, com ara A Village Romeo and Juliet. Les crítiques van ser educades, però The Times, després d'haver elogiat els aspectes orquestrals de la partitura, va comentar: "El Sr. Delius sembla tenir molt poc sentit de l'escriptura dramàtica per a la veu". Altres crítics van coincidir que la partitura contenia passatges de gran bellesa, però era ineficaç com a drama.

### Guerra i postguerra
Durant la Primera Guerra Mundial, Delius i Jelka es van traslladar de Grez per evitar les hostilitats. Van establir la residència temporal al sud d'Anglaterra, on Delius va continuar component. El 1915, The Musical Times va publicar un perfil del seu admirador, el compositor Philip Heseltine (conegut com "Peter Warlock"), que va comentar:
[Ell] no ocupa cap càrrec oficial a la vida musical del país [és a dir, Gran Bretanya]; no imparteix classes en cap de les acadèmies, ni tan sols és professor honorari o doctor en música. Mai fa concerts ni fa propaganda per la seva música; mai dirigeix una orquestra, ni toca un instrument en públic (fins i tot Berlioz tocava el tamborí!)
Heseltine va retratar Delius com un compositor compromès incondicionalment amb la seva pròpia música. "No hi pot haver una visió superficial de la música de Delius: o bé la sents en el més profund del teu ésser, o no la sents gens. Això pot ser part de la raó per la qual rarament es troba una interpretació realment de primer nivell de l'obra de Delius, excepte sota la direcció del Sr. Beecham".

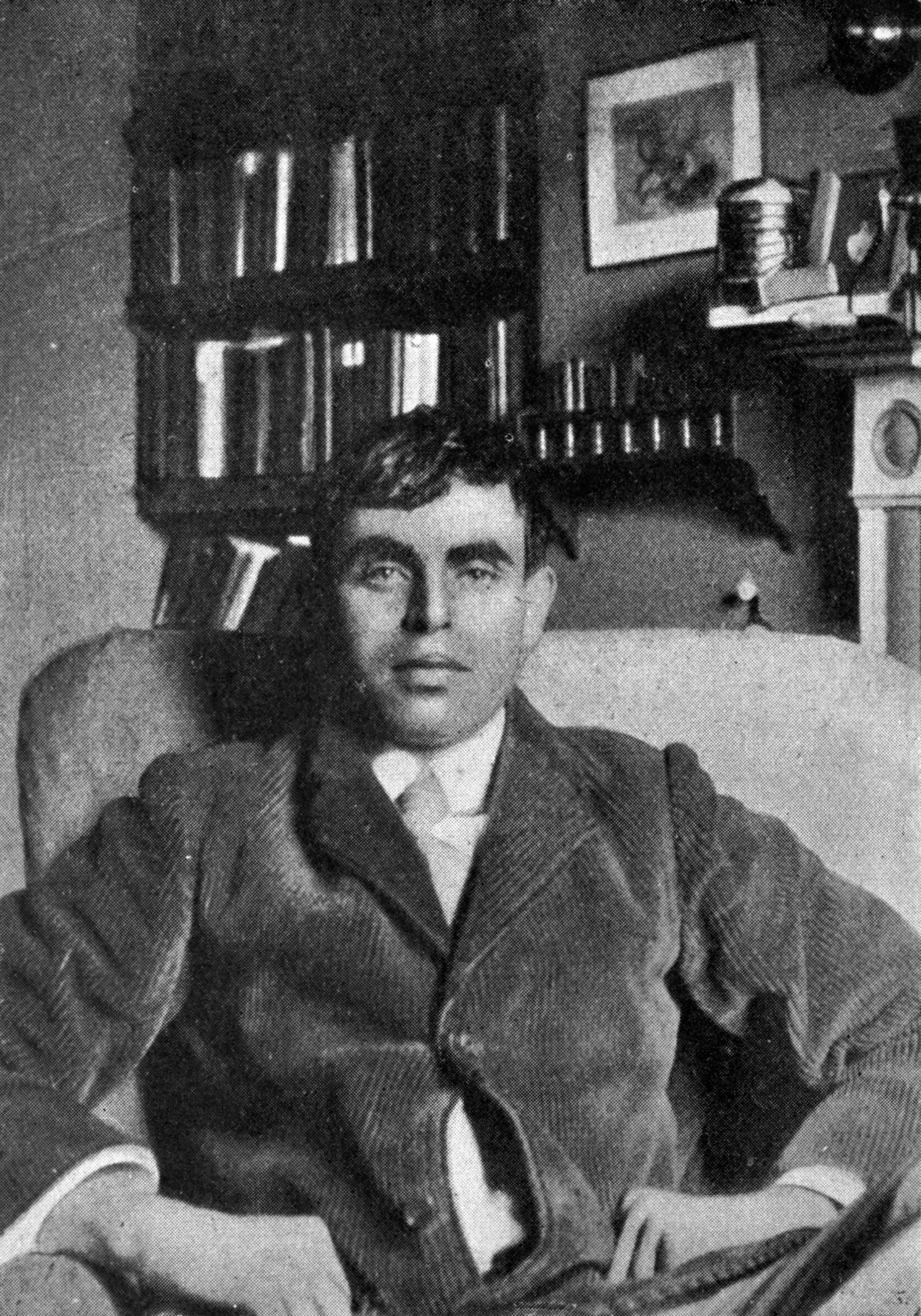
James Elroy Flecker (1884–1915). Delius va proporcionar música incidental a Hassan de Flecker, estrenada el 1923.

Una de les obres més importants de Delius en temps de guerra va ser el seu Rèquiem, dedicat "a la memòria de tots els joves artistes caiguts a la guerra". L'obra no deu res a la litúrgia cristiana tradicional, i evita les nocions d'una vida després de la mort i celebrant, en canvi, una renovació panteista de la Natura. Quan Albert Coates va presentar l'obra a Londres el 1922, el seu ateisme va ofendre alguns creients. Aquesta actitud va persistir molt després de la mort de Delius, ja que el Rèquiem no va rebre una altra actuació al Regne Unit fins al 1965, i el 1980 encara havia tingut només set actuacions a tot el món. A Alemanya, la presentació regular de les obres de Delius va cessar a l'esclat de la guerra, i mai es va reprendre. No obstant això, la seva relació amb alguns músics continentals no es va veure afectada; Beecham registra que Bartók i Kodály eren admiradors de Delius, i el primer va adquirir l'hàbit d'enviar les seves composicions a Delius perquè els comentés i va intentar interessar-lo tant per la música popular hongaresa com romanesa.
Al final de la guerra, Delius i Jelka havien tornat a Grez. Havia començat a mostrar símptomes de sífilis que probablement havia contret a la dècada de 1880. Va rebre tractament a clíniques d'arreu d'Europa, però el 1922 caminava amb dos bastons i el 1928 estava paralitzat i cec. No hi va haver retorn a la prosperitat dels anys anteriors a la guerra: el tractament mèdic de Delius va suposar una despesa addicional, la seva ceguesa li va impedir compondre i els seus drets d'autor es van veure retallats per la manca d'interpretacions continentals de la seva música. Beecham va donar una ajuda econòmica discreta, i el compositor i benefactor musical H. Balfour Gardiner va comprar la casa de Grez i va permetre que Delius i Jelka hi visquessin sense lloguer.
Beecham va estar temporalment absent de la sala de concerts i l'òpera entre 1920 i 1923, però Coates va fer la primera interpretació d'⁣A Song of the High Hills el 1920, i Henry Wood i Hamilton Harty van programar la música de Delius amb el Queen's Hall i les orquestres Hallé. Wood va oferir l'estrena britànica del Doble Concert per a violí i violoncel el 1920, i d'A Song Before Sunrise and the Dance Rhapsody No. 2 el 1923. Delius va tenir un èxit financer i artístic amb la seva música incidental per a l'obra Hassan de James Elroy Flecker (1923), amb 281 representacions al His Majesty's Theatre. Amb el retorn de Beecham, el compositor es va convertir, en paraules de Hadley, "el que els seus admiradors més fervorosos mai havien previst: un autèntic èxit popular". Hadley destaca, en particular, el festival de Delius de sis dies al Queen's Hall el 1929 sota la direcció general de Beecham, amb la presència del compositor en la seva cadira de rodes. "Es van incloure les millors obres orquestrals amb solistes i sense i cor", i la sala es va omplir. Beecham va comptar amb l'ajuda de Philip Heseltine en l'organització del festival, que va escriure les notes detallades del programa de tres dels sis concerts. El festival va incloure música de cambra i cançons, un fragment d'A Village Romeo and Juliet, els Concerts per a piano i per a violí, i les estrenes de Cynara i A Late Lark, per concloure amb A Mass of Life. El crític musical del Manchester Guardian, Neville Cardus, va conèixer Delius durant el festival. Descriu el naufragi del físic del compositor, però "no hi havia res de lamentable en ell... la seva cara era forta i desdenyosa, cada línia marcada per una vida intrèpida". Cardus diu que Delius parlava amb un accent de Yorkshire notable mentre desestimava la major part de la música anglesa com a música de paper que mai no s'hauria d'escoltar, escrita per persones "porugues dels seus sentiments".

### Darrers anys
Un jove admirador anglès, Eric Fenby, assabentat que Delius en saber que Delius intentava compondre dictant a Jelka, va oferir els seus serveis com a amanuense no remunerat. Durant cinc anys, des de 1928, va treballar amb Delius, transcrivint les seves noves composicions que li anava dictant, i ajudant-lo a revisar obres anteriors. Junts van produir Cynara (música per l'escenari amb lletra d'⁣Ernest Dowson), A Late Lark (una obra de WE Henley), A Song of Summer, una tercera sonata per a violí, el preludi d'Irmelin i Idyll (1932), que reutilitzava la música de l' òpera curta de Delius Margot la rouge, composta trenta anys abans. McVeagh valora la seva millor producció conjunta com The Songs of Farewell, versions de poemes de Whitman per a cor i orquestra, que van ser dedicades a Jelka. Altres obres produïdes en aquest període inclouen un Caprice and Elegy per a violoncel i orquestra escrits per a la distingida violoncel·lista britànica Beatrice Harrison, i una breu peça orquestral, Fantastic Dance, que Delius va dedicar a Fenby. La sonata per a violí incorpora la primera melodia incomprensible que Delius va intentar dictar a Fenby abans que haguessin establert el seu modus operandi. El fracàs inicial de Fenby per captar la melodia va portar Delius a pensar que "[aquest] noi no val per a res... ni tan sols pot prendre nota d'una melodia senzilla". Més tard, Fenby va escriure un llibre sobre les seves experiències de treballar amb Delius. Entre altres detalls, Fenby revela l'amor de Delius pel cricket. La parella va seguir la sèrie de partits de 1930 entre Anglaterra i Austràlia amb gran interès, i va regalar a una Jelka perplexa els relats de les seves gestes infantils al joc. El 1932, Delius va rebre la Freedom of the City of Bradford.

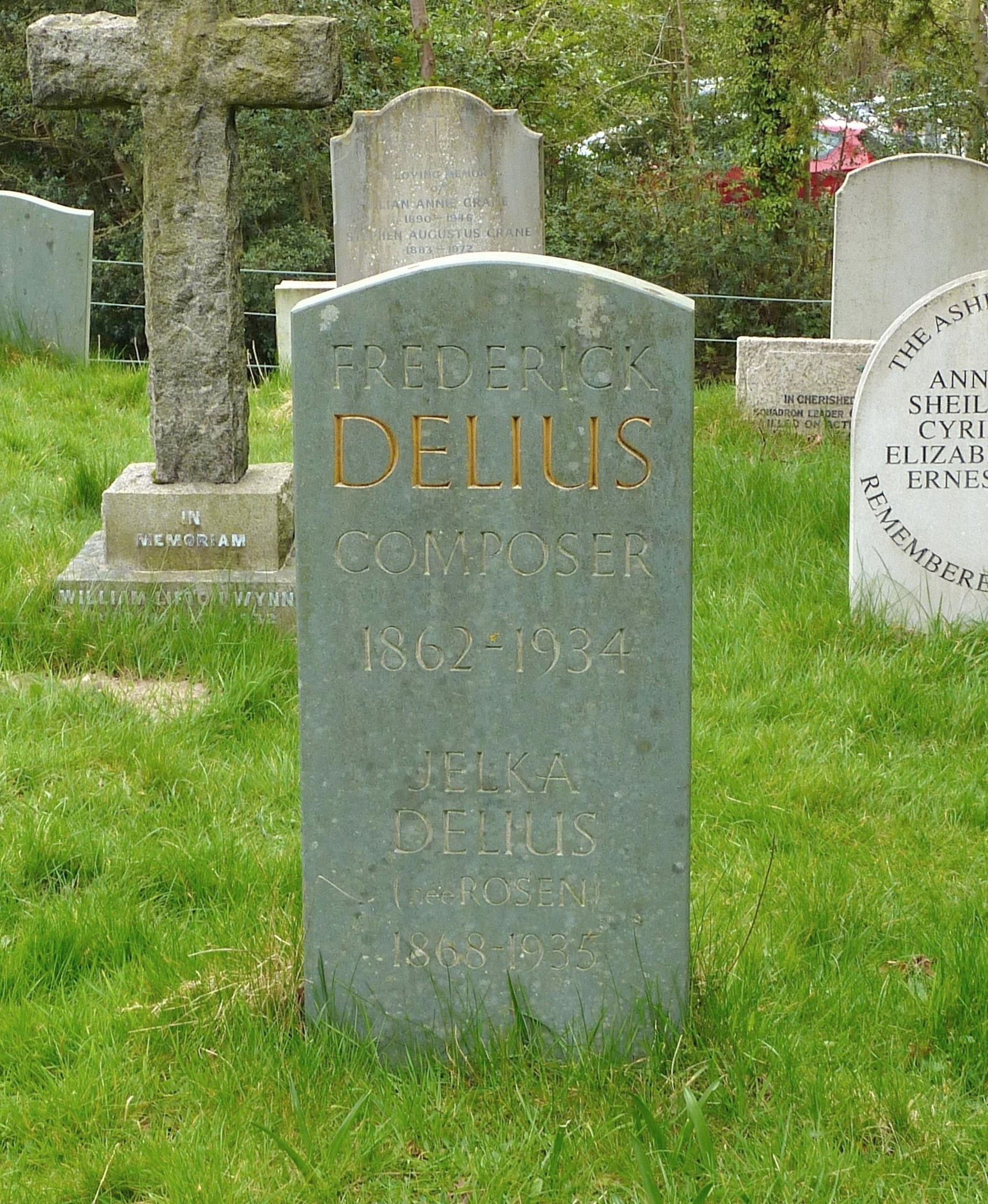
La tomba de Delius a l'església de St Peter a Limpsfield, Surrey, fotografiada el 2013

El 1933, l'any abans de la mort dels dos compositors, Elgar, que havia viatjat a París per dirigir una representació del seu Concert per a violí, va visitar Delius a Grez. Delius no era en general un admirador de la música d'Elgar, però els dos homes es van relacionar, i va seguir una càlida correspondència fins a la mort d'Elgar el febrer de 1934.
Delius va morir a Grez el 10 de juny de 1934, als 72 anys. Havia desitjat ser enterrat al seu propi jardí, però les autoritats franceses ho van prohibir. El seu desig alternatiu, malgrat el seu ateisme, era ser enterrat "en algun cementiri rural del sud d'Anglaterra, on la gent pogués col·locar flors silvestres". En aquest moment Jelka estava massa malalta per fer el viatge a través del Canal, i Delius va ser enterrat temporalment al cementiri local de Grez.
Al maig de 1935, Jelka va sentir que tenia prou força per emprendre la travessia per assistir a un reenterrament a Anglaterra. Va triar l'església de Sant Pere, Limpsfield, Surrey, com a lloc per a la tomba. Va navegar cap a Anglaterra per al servei, però es va emmalaltir en el camí, i en arribar va ser traslladada a l'hospital de Dover i després a Kensington a Londres, perdent-se el reenterrament el 26 de maig. La cerimònia va tenir lloc a mitjanit; el titular del Sunday Dispatch era "Sixty People Under Flickering Lamps In A Surrey Churchyard" (Seixanta persones sota llumetes parpellejant en un cementiri de Surrey). El vicari va oferir una pregària: "Que les ànimes dels difunts descansin en pau per la misericòrdia de Déu". Jelka va morir dos dies després, el 28 de maig. Va ser enterrada a la mateixa tomba que Delius.

## Música

### Influències

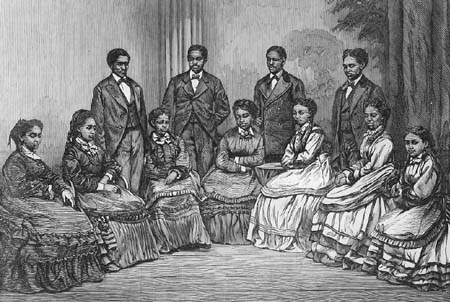
The Fisk Jubilee Singers, retratats durant una gira europea a la dècada de 1870

Després del festival de Londres de 1929, el crític musical de The Times va escriure que Delius "no pertany a cap escola, no segueix cap tradició i no és com cap altre compositor en la forma, contingut o estil de la seva música". Aquest "idioma extremadament individual i personal" va ser, però, el producte d'un llarg aprenentatge musical, durant el qual el compositor va absorbir moltes influències. Les primeres experiències significatives en el seu desenvolupament artístic van venir, va afirmar Delius més tard, a partir dels sons de les cançons de les plantacions que s'havien portat riu avall fins a ell a Solano Grove. Va ser aquests cants, va dir a Fenby, el que primer li va donar l'impuls d'expressar-se en la música; així, escriu Fenby, moltes de les primeres obres de Delius són "olors a la himnologia negra i la cançó popular", un so que "no s'havia sentit abans a l'orquestra, i poques vegades des de llavors". La familiaritat de Delius amb la música "negra" possiblement és anterior a les seves aventures americanes; durant la dècada de 1870, un grup de cant popular, els Fisk Jubilee Singers de Nashville, Tennessee, va fer una gira per la Gran Bretanya i Europa, fent diversos concerts ben rebuts a Bradford. Quan Delius va escriure a Elgar el 1933 sobre les "belles harmonies a quatre veus" dels treballadors de les plantacions negres, potser inconscientment al·ludia als espirituals cantats pel grup Fisk.
A Leipzig, Delius es va convertir en un fervent deixeble de Wagner, la tècnica del qual de música contínua va intentar dominar. La capacitat de construir llargs paràgrafs musicals és, segons l'estudiós de Delius Christopher Palmer, el deute durador de Delius amb Wagner, de qui també va adquirir un coneixement de la tècnica harmònica cromàtica, "una sensualitat sonora que prolifera sense parar". Grieg, però, va ser potser el compositor que el va influir més que cap altre. El compositor noruec, com Delius, va trobar la seva inspiració principal en la natura i en les melodies populars, i va ser l'estímul per al sabor noruec que caracteritza gran part de la música antiga de Delius. L'escriptor musical Anthony Payne observa que la "textura aèria i l'ús no desenvolupat del cromatisme de Grieg van mostrar [Delius] com alleugerir la càrrega wagneriana". A principis de la seva carrera, Delius es va inspirar en Chopin, més tard en els seus contemporanis Ravel i Richard Strauss, i en el molt més jove Percy Grainger, que primer va posar en coneixement de Delius la melodia de Brigg Fair.
Segons Palmer, és discutible que Delius va guanyar el seu sentit de la direcció com a compositor del seu contemporani francès Claude Debussy. Palmer identifica similituds estètiques entre els dos i assenyala diverses característiques i entusiasmes paral·lels. Tots dos es van inspirar al començament de la seva carrera en Grieg, tots dos admiraven Chopin; també estan vinculats en les seves representacions musicals del mar i en els seus usos de la veu sense paraules. L'obertura de Brigg Fair és descrita per Palmer com "potser el moment més debussià de Delius". Debussy, en una ressenya de Two Danish Songs de Delius per a soprano i orquestra feta per un concert del 16 de març de 1901, va escriure: "Són molt dolços, molt pàl·lids: música per calmar els convalescents dels barris benestants". Delius admirava l'orquestració del compositor francès, però pensava que les seves obres mancaven de melodia —aquest últim un comentari freqüentment dirigit contra la pròpia música de Delius. Fenby, però, crida l'atenció sobre els "vols de prosa poètica i melòdica" de Delius, alhora que admet que el compositor menyspreava el gust del públic, de "donar al públic el que volia" en forma de boniques melodies.

### Desenvolupament estilístic
A partir de les formes convencionals de la seva música primerenca, al llarg de la seva carrera creativa Delius va desenvolupar un estil fàcilment reconeixible i "diferent de l'obra de qualsevol altre", segons Payne. A mesura que va anar trobant la seva veu, Delius va substituir els mètodes desenvolupats durant la seva infància creativa per un estil més madur en el qual Payne descobreix "una creixent riquesa en l'estructura d'acords, que porta amb ella els seus propis subtils mitjans de contrast i desenvolupament". Hubert Foss, editor musical d'⁣Oxford University Press durant les dècades de 1920 i 1930, escriu que en lloc de crear la seva música a partir de les possibilitats conegudes dels instruments, Delius "va pensar primer els sons" i després va buscar els mitjans per produir aquests sons particulars. La plena maduresa estilística de Delius data cap a l'any 1907, quan va començar a escriure la sèrie d'obres sobre les quals descansa la seva principal fama. En les obres més madures, Foss observa el rebuig creixent de Delius a les formes convencionals com la sonata o el concert. La música de Delius, comenta, "segurament no és arquitectònica; més propera a la pintura, sobretot a l'estil de disseny puntillista ". Cardus es fa ressò de l'analogia de la pintura.

#### Cap al reconeixement
Les primeres composicions orquestrals de Delius van ser, en paraules de Christopher Palmer, l'obra d'"un aquarel·lista insípid encara que encantador". La Florida Suite (1887, revisada el 1889) és "una síntesi hàbilment elaborada de Grieg i la música americana d'influència negra", mentre que la primera òpera de Delius Irmelin (1890–1892) no té cap passatge identificable del seu estil. La seva harmonia i modulació són convencionals, i l'obra porta les empremtes dactilars clares de Wagner i Grieg. Payne assegura que cap de les obres anteriors a 1895 té un interès durador. El primer avenç estilístic notable és evident a Koanga (1895–1897), amb acords més rics i ritmes harmònics més ràpids; aquí trobem a Delius "sentint el seu camí cap a la vena que aviat havia de tocar amb tanta seguretat". A Paris (1899), l'orquestració té un deute amb Richard Strauss⁣; els seus passatges de bellesa tranquil·la, diu Payne, no tenen, tanmateix, la profunda implicació personal de les obres posteriors. Paris, l'obra final dels anys d'aprenent de Delius, és descrita per Foss com "una de les més completes, si no la més gran, de les pintures musicals de Delius".

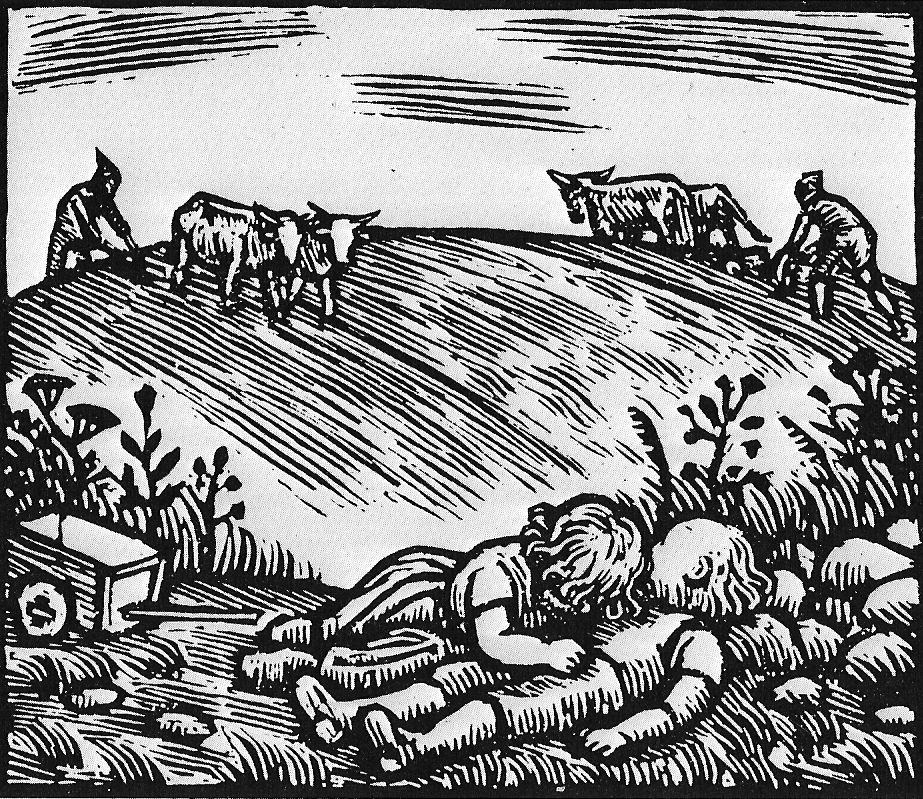
Il·lustració xilografiada (1919) dels joves amants de la història original de Gottfried Keller, que es va convertir en l'òpera de Delius A Village Romeo and Juliet

En cadascuna de les obres principals escrites en els anys posteriors a Paris, Delius va combinar forces orquestrals i vocals. La primera d'aquestes obres va ser A Village Romeo and Juliet, un drama musical que s'allunya de l'estructura operística normal d'actes i escenes i explica la seva història d'amor tràgic en una sèrie de quadres. Musicalment, mostra un avenç considerable en l'estil des de les primeres òperes dels anys d'aprenent. L'acte conegut com "The Walk to the Paradise Garden" és descrit per Heseltine com a mostra de "tota la bellesa tràgica de la mortalitat... concentrada i abocada en música d'una emotivitat aclaparadora, gairebé intolerable". En aquesta obra Delius comença a aconseguir la textura sonora que va caracteritzar totes les seves composicions posteriors. Sovint se suposa que la música de Delius manca de melodia i forma. Cardus argumenta que la melodia, encara que no és un factor principal, hi és abundantment, "flotant i teixint-se en la textura de l'harmonia canviant", una característica que Cardus creu que només comparteix Debussy.
El següent treball de Delius, Appalachia, introdueix una característica més que es va repetir en peces posteriors: l'ús de la veu instrumentalment en el cant sense paraules, en aquest cas que representa les cançons de les plantacions llunyanes que havien inspirat a Delius a Solano Grove. Tot i que Payne argumenta que Appalachia només mostra un avanç limitat en la tècnica, Fenby identifica un passatge orquestral com la primera expressió de la idea de Delius de "la transitorietat de totes les coses mortals reflectides a la natura". A partir d'ara, obres senceres més que breus passatges estarien informades d'aquesta idea. La fase de transició de la carrera del compositor conclou amb tres peces vocals més: Sea Drift (1903), A Mass of Life (1904–05) i Songs of Sunset (1906–07). Payne saluda cadascuna d'elles com a obres mestres, en què l'estil delià lluita per emergir en la seva plena maduresa. Fenby descriu A Mass of Life com una situació fora de la progressió general de l'obra de Delius, "un vast parèntesi", a diferència de qualsevol altra cosa que va escriure, però tot i així un ingredient essencial en el seu desenvolupament.

#### Plena floració
Brigg Fair (1907) va anunciar la plena maduresa estilística del compositor, la primera de les peces per a orquestra que confirmen la condició de poeta musical de Delius, amb les influències de Wagner i Grieg gairebé totalment absents. L'obra va ser seguida durant els anys següents per In a Summer Garden (1908), Life's Dance, Summer Night on the River (totes dues de 1911) i On Hearing the First Cuckoo in Spring (1912). El crític R.W.S. Mendl va descriure aquesta seqüència com a "estudis de la natura exquisits", amb una unitat i forma que mancaven en els poemes simfònics formals anteriors. Aquestes obres van passar a formar part del repertori estàndard de concerts anglès i van ajudar a establir el caràcter de la música de Delius en la ment dels assistents al concert anglès, tot i que, segons Ernest Newman, la concentració en aquestes obres en detriment de la resta de la seva producció pot haver fet tant de mal com de bé a Delius. El so orquestral madur típic de Delius és evident en aquestes obres, amb la divisió de les cordes en deu o més seccions, puntuada per comentaris i decoracions dels vents fusta. Als North Country Sketches de 1913–1914, Delius divideix les cordes en 12 parts, i arpes, trompes, clarinets i fagots evoquen una escena d'hivern sense vida. Segons Payne, els Sketches són el punt culminant de l'habilitat compositiva de Delius, encara que Fenby atorga el reconeixement al posterior Eventyr (Once Upon a Time) (1917).
Durant aquest període Delius no es va limitar a obres purament orquestrals; va produir la seva darrera òpera, Fennimore i Gerda (1908–10), com A Village Romeo and Juliet escrit en forma de quadre, però en el seu estil madur. Les seves obres corals de l'època, en particular An Arabesque i A Song of the High Hills (totes dues de 1911) es troben entre els escrits més radicals de Delius en les seves juxtaposicions d'acords no relacionats. Aquesta darrera obra, totalment sense paraules, conté algunes de les músiques corals més difícils que existeixen, segons Heseltine. Després de 1915, Delius va centrar la seva atenció en les formes tradicionals de sonata, cambra i concert, que en gran part havia deixat abandonats des dels seus dies d'aprenent. D'aquestes peces Payne en destaca dues: el Concert per a violí (1916), com a exemple de com, escrivint en gèneres desconeguts, Delius es va mantenir estilísticament fidel a ell mateix; i la Sonata per a violoncel de 1917, que, mancada de la familiaritat del paladar orquestral, esdevé un triomf melòdic. El veredicte de Cardus, però, és que les obres de cambra i concerts de Delius són en gran part fracassos. Després de 1917, segons Payne, hi va haver un deteriorament general de la quantitat i la qualitat de la producció de Delius a mesura que la malaltia es va apoderar, tot i que Payne eximeix la música incidental a Hassan (1920–23) de la condemna, creient que conté alguns dels millors treballs de Delius.

### Recepció
El reconeixement va arribar tard a Delius; abans de 1899, quan ja tenia 37 anys, les seves obres eren en gran part inèdites i desconegudes pel públic. Quan el poema simfònic Paa Vidderne es va interpretar a Montecarlo el 25 de febrer de 1894 en un programa d'obres de compositors britànics, The Musical Times va enumerar els compositors com "... Balfe, Mackenzie, Oakeley, Sullivan ... i un tal Delius, sigui qui sigui". L'obra va ser ben rebuda a Montecarlo, i va portar al compositor una carta de felicitació de la princesa Alícia de Mònaco, però això no va comportar exigències per a més interpretacions d'aquesta o altres obres de Delius. Algunes de les seves cançons individuals (en va escriure més de 60) es van incloure ocasionalment en recitals vocals; referint-se a "les estranyes cançons de Fritz Delius", el crític de The Times va lamentar "que les habilitats que el compositor indubtablement posseeix no s'apliquessin de millor manera o no es desenvolupessin adequadament a les mans d'algun músic competent per formar-les".

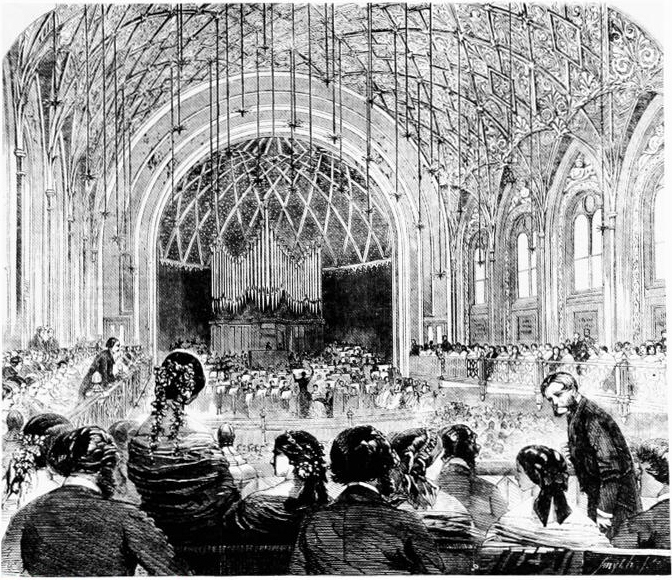
St James's Hall, Londres, lloc del primer concert de Delius a Londres, maig de 1899

Del concert de maig de 1899 al St. James's Hall, Londres, el crític de The Musical Times va comentar la cruesa d'algunes de les peces, però va elogiar "l'audàcia de la concepció i la força viril que captiva i manté l'atenció". Beecham, però, assenyala que malgrat aquest "bastant bon reconeixement", per tota la força que va donar a futures representacions de l'obra de Delius, l'esdeveniment podria no haver tingut lloc mai; cap de les obres es va tornar a escoltar a Anglaterra durant molts anys. Delius va ser molt millor rebut a Alemanya, on una sèrie de representacions reeixides de les seves obres van portar a allò que Beecham descriu com una moda de Delius, "només per darrere de la de Richard Strauss".
A Anglaterra, una interpretació del Concert per a piano el 22 d'octubre de 1907 al Queen's Hall va ser elogiada per la brillantor del solista, Theodor Szántó, i pel poder de la mateixa música. A partir d'aquest moment, la música de Delius es va fer cada cop més familiar per al públic tant britànic com europeu, a mesura que proliferaven les interpretacions de les seves obres. La presentació de Beecham d'A Mass of Life al Queen's Hall el juny de 1909 no va inspirar a Hans Haym, que havia vingut d'Elberfeld per al concert, encara que Beecham diu que molts músics professionals i aficionats van pensar que era "l'èxit més impressionant i original del seu gènere escrit en els últims cinquanta anys" Alguns crítics van continuar dubtant de l'atractiu popular de la música de Delius, mentre que d'altres eren més específicament hostils.
A partir de 1910, les obres de Delius van començar a escoltar-se als Estats Units: Brigg Fair i In a Summer Garden van ser interpretades el 1910–1911 per l'⁣Orquestra Filharmònica de Nova York sota la direcció de Walter Damrosch. El novembre de 1915 Grainger va oferir la primera interpretació nord-americana del Concert per a piano, de nou amb la Filharmònica de Nova York. El crític del New York Times va descriure l'obra com a desigual; ricament harmònica, però combinant el color i la bellesa amb efectes "d'una destresa i lletjor gairebé vulgars".
Durant la resta de la seva vida, les peces més populars de Delius es van interpretar a Anglaterra i a l'estranger, sovint sota el patrocini de Beecham, que va ser el principal responsable del festival Delius d'octubre a novembre de 1929. En un comentari retrospectiu sobre el festival, el crític de The Times va escriure sobre teatres plens i un aparent entusiasme per "la música que fins ara no havia gaudit d'una popularitat excepcional", però es preguntava si aquesta nova acceptació estava basada en una base sòlida. Després de la mort de Delius, Beecham va continuar promocionant les seves obres; un segon festival es va celebrar el 1946, i un tercer (després de la mort de Beecham) a Bradford el 1962, per celebrar el centenari del naixement de Delius. Aquestes ocasions van ser davant una indiferència generalitzada per la música; escrivint sobre l'any del centenari, el musicòleg Deryck Cooke va opinar que en aquell moment, "declarar-se un seguidor de Delius confirmat no és menys autodifamatori que admetre ser un addicte a la cocaïna i la marihuana".
Beecham havia mort el 1961, i Fenby escriu que "aleshores semblava a molts que res podia salvar la música de Delius de l'extinció", tal era el domini únic del director sobre la música. Tanmateix, altres directors han continuat defensant Delius, i des de l'any del centenari, la Societat Delius ha perseguit l'objectiu de "desenvolupar un major coneixement de la vida i l'obra de Delius". La música no s'ha posat mai de moda, fet sovint reconegut per promotors i crítics. Davant les suggerències que la música de Delius és un "gust adquirit", Fenby respon: "La música de Delius no és un gust adquirit. O t'agrada des del moment en què la sents per primera vegada, o el seu so és una cosa que, per a tu, serà desagradable per sempre. És un art que mai no gaudirà d'una àmplia atracció, però que sempre serà estimat, i estimat profundament, per uns quants." Escrivint l'any 2004 en el 70è aniversari de la mort de Delius, el periodista del Guardian Martin Kettle recorda que Cardus va argumentar el 1934 que Delius com a compositor era únic, tant en la seva tècnica com en el seu aspecte emocional. Encara que defugia el formalisme clàssic, Cardus creia que era un error considerar Delius simplement com "un pintor de tons, un impressionista o un creador de música programada". La característica permanent de la seva música és, va escriure Cardus, que "recorda l'emoció en tranquil·litat... Delius sempre ens recorda que la bellesa neix de la contemplació després de l'esdeveniment".

#### Fase final
L'associació de quatre anys amb Fenby a partir de 1929 va produir dues obres importants i diverses peces més petites sovint extretes de música inèdita dels primers anys de la carrera de Delius. La primera de les obres principals va ser l'orquestral A Song of Summer, basada en esbossos que Delius havia recollit anteriorment sota el títol de A Poem of Life and Love. En dictar el nou inici d'aquest treball, Delius va demanar a Fenby que "imagina que estem asseguts als penya-segats entre els brucs, mirant cap al mar". Això, diu Fenby, no indica que el procés de dictat fos tranquil i pausat; l'estat d'ànim normalment era frenètic i nerviós. L'altra gran obra, uns poemes de Walt Whitman amb el títol Songs of Farewell, era una perspectiva encara més alarmant per a Fenby: "la complexitat de pensar en tantes línies, sovint totes alhora; els problemes de l'equilibri orquestral i vocal; l'àrea més àmplia de possibles malentesos..." es van combinar per deixar Delius i el seu ajudant esgotats després de cada sessió de treball, però aquestes dues obres estaven llestes per a la seva representació el 1932. De la música d'aquest treball coral final, Beecham va escriure sobre el seu "vigor dur i masculí, que recorda en l'estat d'ànim i la fibra alguns dels grans passatges corals d'A Mass of Life ". Payne descriu l'obra com a "confortable i exultant, amb en alguns llocs una claredat gairebé holstiana".

## Memorials i llegat

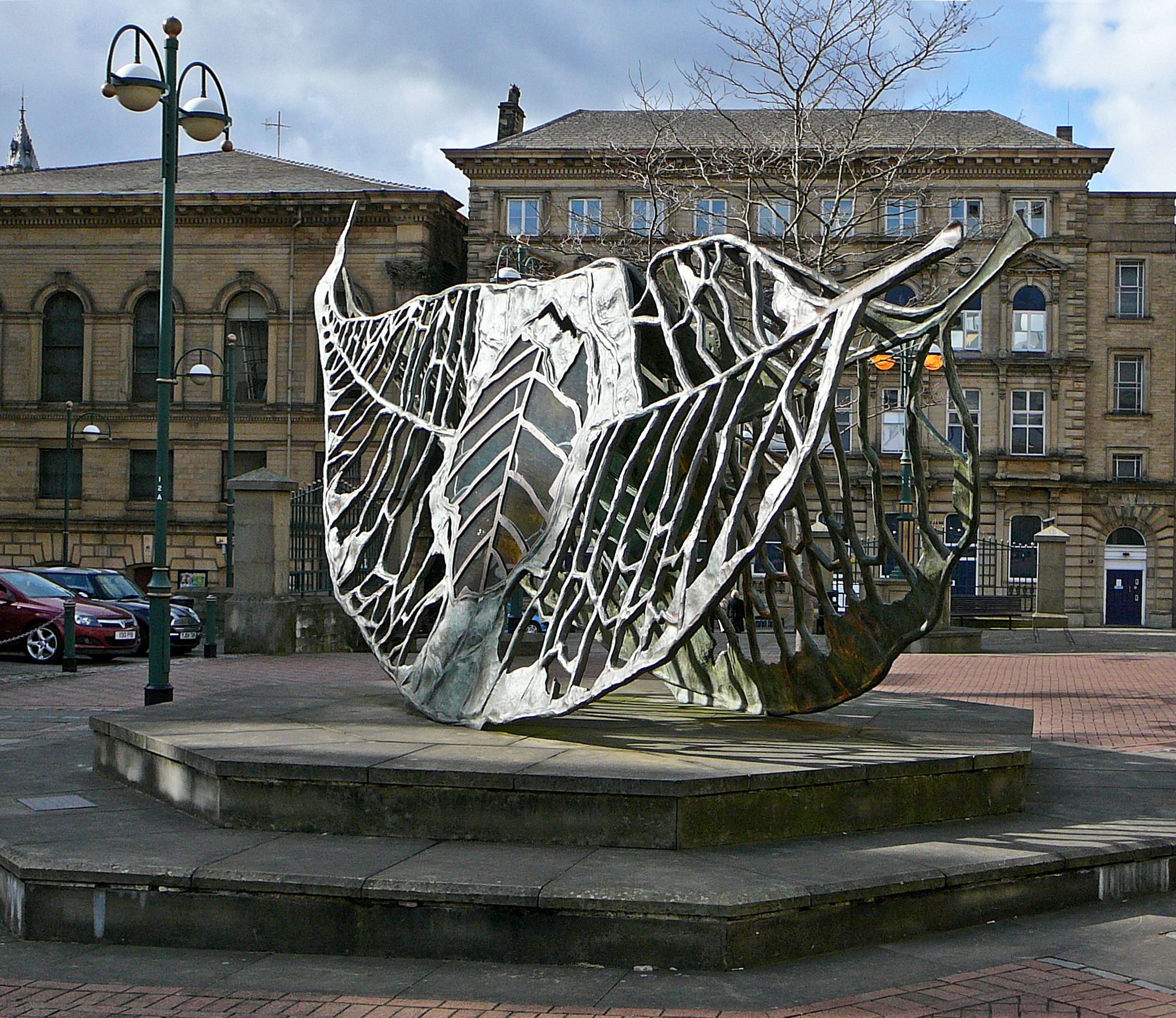
L'escultura A Quatrefoil for Delius, d'Amber Hiscott, es va presentar en honor a Delius, a Exchange Square, Bradford, el 23 de novembre de 1993.

Just abans de la seva mort, Delius va preparar un codicil al seu testament pel qual els drets d'autor de futures interpretacions de la seva música s'utilitzarien per donar suport a un concert anual d'obres de joves compositors. Delius va morir abans que aquesta disposició es pogués efectuar legalment; Fenby diu que Beecham va persuadir Jelka per la seva pròpia voluntat d'abandonar la idea del concert i aplicar els drets d'autor a l'edició i gravació de les obres principals de Delius. Després de la mort de Jelka el 1935, es va establir el Delius Trust, per supervisar aquesta tasca. Tal com s'estipula en el testament de Jelka, el Trust va operar en gran part sota la direcció de Beecham. Després de la mort de Beecham el 1961, es van designar assessors per ajudar els síndics, i el 1979 l'administració del Trust va ser assumida pel Musicians' Benevolent Fund. Amb el pas dels anys, els objectius del Patronat s'han anat ampliant perquè pugui promocionar la música d'altres compositors que van ser contemporanis de Delius. The Trust és copatrocinador del Premi de Composició de la Royal Philharmonic Society per a compositors joves.
Herbert Stothart va fer arranjaments de la música de Delius, especialment Appalachia, per a la pel·lícula de 1946 The Yearling.
El 1962, els entusiastes de la música de Delius que havien anat a Bradford per al festival del centenari van formar la Delius Society; Fenby es va convertir en el seu primer president. Amb uns 400 socis, la Societat és independent del Patronat, però hi treballa estretament. Els seus objectius generals són el foment del coneixement de la vida i les obres de Delius, i el foment de les actuacions i enregistraments. L'any 2004, com a estímul perquè els joves músics estudiessin i interpretessin la música de Delius, la Societat va establir un concurs anual del Premi Delius, amb un premi de 1.000 lliures al guanyador. El juny de 1984, al Grand Theatre de Leeds, el Delius Trust va patrocinar una producció commemorativa d'A Village Romeo and Juliet de l'Opera North, per commemorar el 50è aniversari de la mort de Delius.

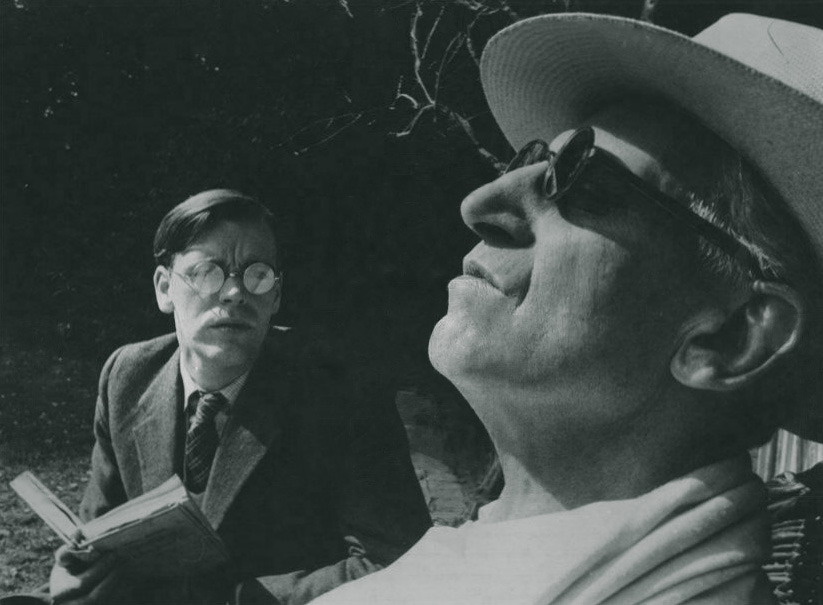
Cançó d'estiu de Ken Russell amb Max Adrian com a Delius, a la dreta, i Christopher Gable com Eric Fenby

L'interès públic per la vida de Delius es va estimular al Regne Unit el 1968, amb la projecció de la pel·lícula de Ken Russell Song of Summer a la BBC Television. La pel·lícula representava els anys de la col·laboració Delius-Fenby; Fenby va escriure conjuntament amb Russell. Max Adrian va interpretar Delius, amb Christopher Gable com a Fenby i Maureen Pryor com a Jelka.
A Amèrica, hi ha un petit monument a Delius a Solano Grove. L'Associació Delius de Florida ha organitzat durant molts anys un festival anual a Jacksonville, per commemorar l'aniversari del compositor. A la Universitat de Jacksonville, la Facultat de Música atorga un Premi de Composició Delius anual. El febrer de 2012, Delius va ser un dels deu britànics destacats premiats pel Royal Mail en el conjunt de segells "Britons of Distinction".
Beecham subratlla el paper d'innovador de Delius: "El millor de Delius es troba sens dubte en aquelles obres on va ignorar les tradicions clàssiques i va crear les seves pròpies formes" Fenby es fa ressò d'això: "Les persones que realment compten són les que descobreixen noves maneres de fer la nostra vida més bella. Frederick Delius era un home així". Palmer escriu que el veritable llegat de Delius és la capacitat de la seva música d'inspirar l'impuls creatiu en els seus oients i de millorar la seva consciència de les meravelles de la vida. Palmer conclou invocant el poema de George Eliot The Choir Invisible: "Frederick Delius... pertany a la companyia d'aquells veritables artistes per a qui el món és un lloc millor gràcies a la seva vida i obra, i d'aquells de qui segurament es compon, en un sentit literal, 'el cor invisible/La música del qual és l'alegria del món'".

## Enregistraments
Els primers enregistraments de les obres de Delius, l'any 1927, van ser dirigits per Beecham per al segell Columbia⁣: l'interludi "Walk to the Paradise Garden" d'A Village Romeo and Juliet, i On Hearing the First Cuckoo in Spring, interpretat per l'orquestra del Reial Societat Filharmònica. Aquests van començar una llarga sèrie d'enregistraments de Delius amb Beecham que van continuar durant la resta de la vida del director. No estava sol, però; Geoffrey Toye el 1929–1930 va gravar Brigg Fair, In a Summer Garden, Summer Night on the River i el "Walk to the Paradise Garden". Fenby explica que el seu primer dia a Grez, Jelka va posar la gravació de First Cuckoo de Beecham. El maig de 1934, quan Delius estava a punt de morir, Fenby li va tocar In a Summer Garden de Toye, l'última música, diu Fenby, que Delius va escoltar mai. A finals de la dècada de 1930, Beecham havia publicat versions per a Columbia de la majoria de les principals obres orquestrals i corals, juntament amb diverses cançons en les quals acompanyava al piano la soprano Dora Labbette. El 1936 Columbia i HMV havien emès enregistraments de les Sonates 1 i 2 per a violí, l'Elegy and Caprice i d'algunes de les obres més curtes.
Les gravacions completes de les òperes no van estar disponibles fins després de la Segona Guerra Mundial. Un cop més Beecham, ara amb el segell HMV, va liderar el camí, amb A Village Romeo and Juliet el 1948, interpretat per la nova Royal Philharmonic Orchestra and Chorus. Les versions posteriors d'aquest treball inclouen les de Meredith Davies per a EMI el 1971, Charles Mackerras per a Argo el 1989, i una versió en alemany dirigida per Klauspeter Seibel el 1995. L'antic protegit de Beecham, Norman Del Mar, va gravar un Irmelin complet per a la BBC Digital el 1985. El 1997 EMI va reeditar l'enregistrament de 1976 de Meredith Davies de Fennimore i Gerda, que Richard Hickox va dirigir en alemany el mateix any per a Chandos. Des de la Segona Guerra Mundial s'han publicat enregistraments de totes les obres principals, i de moltes de les cançons individuals, a intervals regulars. Molts d'aquests enregistraments s'han publicat conjuntament amb la Societat Delius, que ha preparat diverses discografies de la música gravada de Delius.

## Llista d'obres
- Òperes
  - Irmelin (1890-92; premiere 1953)
  - The Magic Fountain (1893-95)
  - Koanga (1895-97; UA 1904)
  - A Village Romeo and Juliet (1900-01; estrena 1907)
  - Margot la rouge (1902)
  - Fennimore und Gerda (1909-10; estrena 1919)
- Música incidental
  - Zanoni (1888)
  - Folkeraadet (1897)
  - Hassan (1920-23)
- Obres concertants
  - Suite per a Violí i Orquestra (1888)
  - Légende per a Violí i Orquestra (1895)
  - Piano Concert en C minor (1897)
  - Doble Concert per a Violí, Violoncel i Orquestra (1915-16)
  - Concert per a Violí (1916)
  - Concert per a Violoncel (1921)
  - Caprice and Elegy per a Violoncel i Orquestra (1930)
- Obres Orquestrals
  - Florida. Suite (1887)
  - 2 Peces (Schlittenfahrt i March caprice) (1887-88)
  - Hiawatha. Tonepoem (1888)
  - Idylle de Printemps (1889)
  - Little Suite (1889-90)
  - 3 Small Tonepoems (Summer Evening, Winter Night, Spring Morning) (1890)
  - Paa Vidderne (Sur les cimes). Poema Simfònic basat en l'obra d'Ibsen (1890-92; versió amb narrador 1888))
  - Over the Hills and Far Away. Fantasy Overture (1895-97)
  - Appalachia per a Orquestra (1896)
  - La ronde se déroule. Poema Simfònic (1899)
  - Paris: The Song of a Great City (1899)
  - Brigg Fair: An English Rhapsody (1907)
  - In a Summer Garden. Rapsòdia (1908)
  - Dance Rhapsody no.1 (1908)
  - 2 Pieces for Small Orquestra (On Hearing the First Cuckoo in Spring, 1912; Summer Night on the River, 1911)
  - North Country Sketches (1913-14)
  - Airand Dance per a corda (1915)
  - Dance Rhapsody no. 2 (1916)
  - Eventyr (Once Upon a Time) (1917)
  - A Song Beper ae Sunrise per a petita Orquestra (1918)
  - A Song of Summer (1929-30)
  - Irmelin Prelude (1931)
  - Fantastic Dance (1931)
- Obres vocals
  - 6 German Partsongs per a Cor (1887)
  - Sakuntala per a Tenor i Orquestra (1889)
  - Maud per a Tenor i Orquestra (1891)
  - Mitternachtslied per a Baríton, Cor masculí i Orquestra (1898)
  - Appalachia per a Cor i Orquestra (1898-1903)
  - Sea Drift per a Baríton, Cor i Orquestra (1903-04)
  - A Mass of Life per a Solistes, Cor i Orquestra (1904-05)
  - Songs of Sunset per a Mezzosoprano, Baríton, Cor i Orquestra (1906-07)
  - Cynara per a Baríton i Orquestra (1907; completed 1929)
  - On Craig Dhu per a Cor i Piano (1907)
  - Midsummer Song per a Cor i Piano (1908)
  - Wierer's Song per a Cor marculí i Piano (1908)
  - An Arabesk per a Baríton, Cor i Orquestra (1911)
  - A Song of the High Hills per a Cor i Orquestra (1911)
  - 2 Songs for a Children's Album (1913)
  - Requiem per a Soprano, Baríton, Cor i Orquestra (1914-16)
  - 2 Songs to be sung of a Summer Night on the Water per a Cor (1917)
  - The splendour falls on castle walls per a Cor (1923)
  - A Late Lark per a Veu i Orquestra (1925)
  - Songs of Farewell per a Cor i Orquestra (1930)
  - Idyll: Once I passed through a populous city per a Soprano, Baríton i Orquestra (1930-32)
- Música de cambra
  - Quartet de corda (1888)
  - Romance per a Violí i Piano (1889)
  - Sonata per a Violí B-major (1892)
  - Quartet de corda (1893)
  - Romance per a Violoncel i Piano (1896)
  - Sonata per a Violí Nr.1 (1905-14)
  - Quartet de corda (1916)
  - Violoncel Sonata (1916)
  - Sonata per a Violí Nr.2 (1923)
  - Sonata per a Violí Nr.3 (1930)
- Música per a piano i clavicèmbal
  - Dance per a clavicèmbal (1919)
  - 5 Peces per a Piano (1922-23)
  - 3 Preludis per a Piano (1923)
- Cançons
  - 5 Songs from the Norwegian (1888)
  - 7 Songs from the Norwegian (1889-90; 2 cançons amb Orquestra)
  - 3 English Songs (1891)
  - 2 Songs after Verlaine (1895; amb Orquestra)
  - 7 Danish Songs (1897; amb Orquestra)
  - 4 Songs after Nietzsche (1898)
  - Im Glück wir lachend gingen (1898)
  - The Violet (1900; amb Orquestra)
  - Autumn (1900)
  - Black Roses (1901)
  - Summer Liscape (1902; amb Orquestra)
  - The nightingale has a lyre of gold (1910)
  - La lune blanche (1911; amb Orquestra)
  - Chanson d'automne (1911)
  - I-Brasil (1913)
  - 4 Old English Lyrics (1915-16)
  - Avant que tu ne t'en ailles (1919)
  - 18 cançons sense publicar